# Kingdom Under Fire: Circle of Doom
Kingdom Under Fire: Circle of Doom è un videogioco di combattimento in tempo reale con elementi di gioco di ruolo. Il sequel Kingdom Under Fire II è uscito il 14 novembre 2019.

## Personaggi presenti
Kendal è un cavaliere estremamente lento ma dotato di attacchi veramente micidiali

Regnier è un potente guerriero di velocità media

Celine è una scattante elfa, molto veloce ma dotata di attacchi non molto efficaci

Curian personaggio prestante sia per quello che riguarda l'attacco che per la velocità

Duane personaggio molto lento ma implacabile

Leinhart personaggio molto spietato ed altrettanto avido, molto veloce e un buon combattente